# Abraham Daninos
Abraham Daninos (arabe : إبراهيم دانينوس), né le 7 avril 1797 à Alger et mort le 6 février 1872 dans la même ville, est un dramaturge algérien, pionnier du théâtre arabe.

## Biographie
Il naît à Alger en 1797, dans une famille juive de marchands de Livourne.
En 1826, il s'installe à Paris comme bijoutier. Là, il compose un petit dictionnaire arabe dialectal algérien-français à l'usage des officiers de l'artillerie française. Contrairement à ce qu'avait avancé L.-Ch. Féraud dans Les Interprètes de l'armée d'Afrique en 1876, Abraham Daninos n'a pas servi de guide interprète lors de l'expédition d'Alger de 1830, selon Alain Messaoudi ; le lexique arabe-français de Daninos est postérieur à 1831.
En 1837 il accompagne une délégation de l'émir Abd el-Kader en France. Cette même année il rentre définitivement à Alger où il exerce le métier d'interprète.
Membre de la Société asiatique dès 1847, il est naturalisé français en 1849. En 1853, il épouse à Alger Rose Bouchara, dont il a trois fils.
Il meurt en 1872 à Alger.

## Œuvre
L'universitaire britannique Philip Sadgrove a retrouvé en 1996 le texte d'une pièce de théâtre imprimé à Alger en 1847 d'Abraham Daninos, Nazahat al mushtaq wa ghusst al 'ushaq fi madinat Tiryaq bi l’Irak, « Le plaisant voyage des amoureux et la souffrance des amants dans la ville de Tiryaq en Irak » (arabe : «نزهة المشتاق وغصة العشاق في مدينة طرياق في العراق»), qui met en scène le voyage de personnages algérois vers une ville en Irak (ville imaginaire appelée Tériak).
Un débat s'est engagé entre les spécialistes portant sur la question de savoir s'il s'agit là de la première pièce de théâtre publiée en langue arabe.
Des formes populaires de théâtre arabe (sans texte écrit) ont existé depuis l'Antiquité. En 1848, ou peut-être en 1847, le Libanais Maroun Naccache (1817-1855) donnait avec sa pièce El Bakhil, une adaptation libre de L’Avare de Molière, la première représentation théâtrale sur une scène arabe, conçue par des artistes arabes. Cependant, Mohammed Kali souligne le fait que la pièce d'Abraham Daninos est une création originale, la première à avoir fait l'objet d'une publication, tandis que celle de Maroun Naccache adapte une pièce classique du répertoire français.
Analysant l'intérêt de cette découverte d'un point de vue littéraire, indépendamment du fait que le père du théâtre arabe est un Algérien et un juif, Merzak Bagtache, dramaturge, relève que « la langue utilisée par Daninos est bien celle des Algérois du début du xixe siècle, une langue stylisée, raffinée, dont on a trace dans les chansons andalouses figurant encore dans le répertoire de nos chanteurs d’aujourd’hui ».
La pièce s'inspire selon Khalid Amine et Marvin Carlson des Mille et une nuits et du Dévoilement des mystères (Kashf al-Asrar) de Izz al Din al-Maqdisi, auteur du XIIIe siècle. La présence d'un prologue qui contient un bref résumé de la pièce rappellerait par ailleurs la tradition arabe du théâtre d'ombres. Selon Shmuel Moreh et Philip Sadgrove l'auteur de la pièce aurait eu la volonté d'affirmer sa culture algérienne en un temps d'hégémonie culturelle française.
La pièce, parue dans une période de troubles militaires, n’a pu être jouée. Elle est mentionnée dès le 17 août 1848 dans le Journal asiatique par Jules Mohl et en 1850 dans la revue annuelle de littérature Zeitschrift der Deutschen Mörgenländischen Gesellshäft.

## Un auteur de la Nahda
La Nahda est un mouvement de renouveau civilisationnel, un « (r)éveil des Arabes en tant que nationalité » du XIXe siècle jusqu'au début du XXe siècle auquel ont participé des musulmans, des chrétiens (comme le dramaturge Maroun Naccache) et des juifs.
Lital Levy situe Abraham Daninos dans le contexte de la Nahda et le relie à d'autres auteurs juifs arabes du XIXe siècle et du début du XXe siècle qui ont apporté leur contribution à ce mouvement de renaissance culturelle, comme Yaqub Sannu ou Mourad Farag en Égypte, Esther Azhari Moyal (1873-1948), née au Liban, Nissim Mahlul (1892–1959), né en Palestine. Elle souligne le fait que l'apport de ces auteurs est sous-estimé par l'historiographie sioniste et aussi, quelquefois, par les historiens de la littérature arabe.

### L'auteur
- Shmuel Moreh, « The Nineteenth-Century Jewish Playwright, Abraham Daninos, as a Bridge between Muslim and Jewish Theater », Judaism and Islam : boundaries, communication, and interaction : essays in honor of William M. Brinner, ed. William M Brinner; Benjamin H Hary; John L Hayes; Fred Astren, Leiden / Boston, Brill, 2000, p. 409-416, Lire en ligne.
- Khalid Amine, Marvin Carlson, The Theatres of Morocco, Algeria and Tunisia: Performance Traditions of the Maghreb, Palgrave MacMillan, 2012, chapitre « The First Arab Performances », les p. 71-73 sont consacrées à Abraham Daninos, Lire en ligne.
- « Abraham Daninos », dans Alain Messaoudi, Les Arabisants et la France coloniale. Annexes, ENS éditions, 2015 lire en ligne.

### Édition critique
Shmuel Moreh and Philip Sadgrove ont réédité la pièce d'A. Daninos avec une présentation et des notes dans Jewish Contributions to Nineteenth-Century Arabic Theatre Plays from Algeria and Syria - a Study and Texts, Oxford University Press, 1996.